# Ex-estación de ferrocarril de Chimbote
La ex-estación de ferrocarril de Chimbote es una infraestructura ferroviaria abandonada la ciudad de Chimbote, Perú. Se encuentra ubicada en la tercera cuadra de la Avenida José Gálvez. La infraestructura pertenece a la Municipalidad Provincial del Santa y es administrada por el Ministerio de Cultura, siendo utilizada como un almacén de material arqueológico. La infraestructura cuenta con dos naves, una de ellas sin cubierta y en estado crítico.
La exestación ha sido declarada patrimonio histórico de la ciudad.

## Historia
Se empezó a construir en 1870 y se culminaron las obras en 1876. De la estación de Chimbote partía el ferrocarril Chimbote-Huallanca que llegaba hasta la ciudad de Huallanca en el distrito homónimo de la provincia de Huaylas.
Durante la guerra con Chile, el jueves 16 de septiembre de 1880 el capitán de navío chileno Patricio Lynch dinamitó las locomotoras que se encontran en la estación.
En 1970 se abandonó debido al daño en la línea ferroviaria causado por el terremoto de Áncash de 1970.
En el Vivero Forestal de Chimbote se encuentra en calidad expositiva una locomotora del antiguo sistema ferrovial.